# Industriekamera

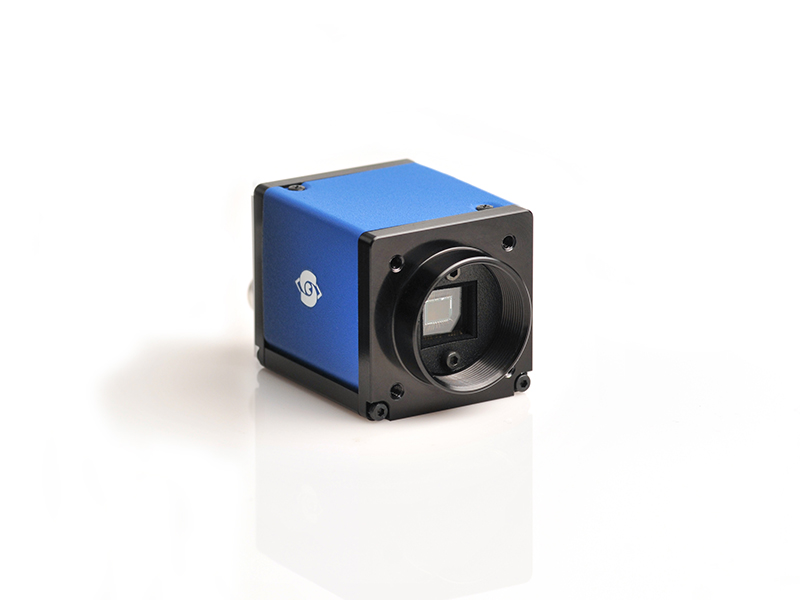
Beispiel einer Industriekamera SVCam-ECO von SVS-VISTEK

Industriekameras werden für einfache Überwachungsaufgaben und für messtechnische Aufgabenstellungen zur Qualitätskontrolle mittels Bildverarbeitung eingesetzt. Sie zeichnen sich durch ihre Robustheit und hohe Bildqualität aus. Im Gegensatz zu herkömmlichen Kameras haben sie zumeist keine Bedienelemente wie Drücker, Schalter oder ähnliches. In der Anfangszeit wurden Kameras mit Analogausgang verwendet (z. B. Videosignal im PAL-Format), wobei die Digitalisierung des Bildsignals mittels eines Framegrabbers im weiterverarbeitenden Computer erfolgt.
Mittlerweile setzen sich Kameras mit digitaler Schnittstelle wie z. B. USB, FireWire und Ethernet gegenüber Kameras mit analoger Schnittstelle durch. Ein wichtiges Anliegen bei der Einführung digitaler Schnittstellen waren Standards. Diese sollen sicherstellen, das Kameras verschiedener Hersteller und Ausprägungen austauschbar sind und weiterhin von den gleichen PC-Systemen zur Auswertung herangezogen werden können. Über die Standards zur physikalischen Übermittlung der Daten setzte die EMVA noch den GenICam-Standard, eine generische Softwareschnittstelle, die die Form des Datenflusses von der physikalischen Schnittstelle trennt und so für noch mehr Kompatibilität sorgen soll.
Neueste Entwicklungen gehen in die Richtung, die Bildverarbeitung (oder zumindest einen Teil davon) schon in der Kamera selbst durchzuführen (sog. „intelligente Kameras“). Dadurch wird das zu übertragende Datenvolumen auf der Schnittstelle erheblich reduziert, bzw. wird kein zusätzlicher Computer mehr benötigt. Diese Kameras verfügen oft sogar über digitale Ein- und Ausgänge, so dass sie autonom einfache Steuerungsaufgaben (z. B. das Aussortieren von fehlerhaften Teilen an einem Fließband) übernehmen können.

## Physikalische Schnittstellen-Standards
- Camera Link
- GigE-Vision
- FireWire
- USB (neu USB 3)
- CoaXPress[2]

## Analoger und digitaler Ausgang
Einige Vorteile von Kameras mit digitalem Ausgang gegenüber Kameras mit analoger Schnittstelle (Videosignal) sind:
- Höhere Auflösung
- schnelleres Auslesen der Bilder
- geringeres Bildrauschen
- Progressive Scan: Die Bilddaten werden zeilenweise ausgelesen.
- Größere Entfernungen zwischen Kamera und Computer
- Geringerer Verkabelungsaufwand
- Anschluss mehrerer Kameras an einem FireWire/USB/Ethernet-Bus
- Teilweises Auslesen (ROI) des Kamerasensors erlaubt eine Steigerung der Bildrate
- Binning (zusammenschalten benachbarter Pixel) erhöht die Lichtempfindlichkeit und Bildrate

## Funktionsweise
Eine Kamera mit digitalem Ausgang besteht mindestens aus den folgenden Komponenten:
- Bildsensor (CCD=CCD-Sensor oder CMOS=CMOS-Sensor)
- Analog-Digital-Umsetzer
- Mikroprozessor
- Bus -Controller

## Beispiel einer FireWire-Kamera

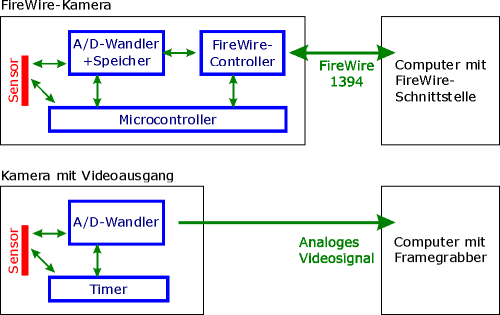
Blockschaltbilder von industriellen Kameras mit FireWire-Schnittstelle bzw. Videoausgang.

Bei einer FireWire-Kamera steuert ein Mikroprozessor die Kommunikation und den Datenaustausch der internen Komponenten. Der FireWire-Controller kommuniziert mit den angeschlossenen Geräten des FireWire-Bus mittels DCAM-Protokoll. Vom Computer werden dabei Steuerbefehle an die Kamera gesendet, von dieser quittiert und die digitalen Bilddaten an den Computer übertragen.
Eine Kamera mit Videoausgang besteht aus einem Bildsensor, Timer und Analog-Digital-Umsetzer. Manche Kameras mit Videoausgang besitzen zusätzlich eine (serielle) Schnittstelle zur Parametrisierung der Kamera.